# Augusta de Schleswig-Holstein-Sonderbourg-Glücksbourg
La princesse Augusta de Schleswig-Holstein-Sonderbourg-Glücksbourg (27 juin 1633 – 26 mai 1701 à Augustenborg) est une princesse de la lignée de Glücksbourg branche des ducs de Schleswig-Holstein. Elle est la première duchesse d'Augustenbourg par mariage. La lignée royale, le palais et la ville d' Augustenborg, sont nommés en son honneur.
Arrière-petite-fille du roi Christian III de Danemark, elle est la troisième fille, huitième de naissance, de Philippe de Schleswig-Holstein-Sonderbourg-Glücksbourg et de la princesse Sophie de Saxe-Lauenbourg. Elle est la sœur de Sophie-Dorothée de Schleswig-Holstein-Sonderbourg-Glücksbourg

## Famille
Le 15 juin 1651, à Copenhague, elle épouse son cousin Ernest-Gonthier de Schleswig-Holstein-Sonderbourg-Augustenbourg (14 octobre 1609 - 18 janvier 1689), fils du duc Alexandre de Schleswig-Holstein-Sonderbourg et son épouse la comtesse Dorothée de Schwarzbourg-Sondershausen. Ils ont dix enfants:
1. Frédéric de Schleswig-Holstein-Sonderbourg-Augustenbourg (10 décembre 1652 - 3 août 1692)
2. Sophie-Amélie (25 août 1654 - 7 décembre 1655)
3. Philippe-Ernest (24 octobre 1655 - 8 septembre 1677)
4. Sophie-Augusta (2 février 1657 - 20 juillet 1657)
5. Louise-Charlotte (13 avril 1658 - 2 mai 1740), mariée le 1er janvier 1685 à Frédéric-Louis de Schleswig-Holstein-Sonderbourg-Beck
6. Ernestine-Justine (30 juillet 1659 - 18 octobre 1662)
7. Ernest-Auguste de Schleswig-Holstein-Sonderbourg-Augustenbourg (3 octobre 1660 - 11 mai 1731)
8. Dorothée-Louise (11 octobre 1663 - 21 avril 1721), Abbesse de Itzehoe de 1686-1721
9. un enfant, né et mort le 18 décembre 1665
10. Frédéric-Guillaume de Schleswig-Holstein-Sonderbourg-Augustenbourg (18 novembre 1668 - 3 juin 1714)